# Теодор Шван
Теодор Шван (Нојс, 7. децембар 1810 — Келн, 11. јануар 1882) је немачки цитолог, хистолог, физиолог и зоолог. Највеће заслуге Теодора Швана су заснивање ћелијске теорије и откриће ћелија мијелинског омотача нерава. Био је професор анатомије, физиологије и ембриологије на Лајденском и Лијешком универзитету, као и члан лондонског Краљевског друштва, Француске академије наука и Бриселске академије наука.

## Открића
У разговору са колегом ботаничарем Матијасом Шлајденом, 1839. године, Шван је успоставио основе ћелијске теорије, коју је исте године објавио у чувеном раду „Микроскопска истраживања слагања структура и раста код биљака и животиња“ (Microscopic Investigations on the Accordance in the Structure and Growth of Plants and Animals). Према овој теорији су сва ткива и сви живи организми састављени из ћелија. Ћелијска теорија је основно (фундаментално) откриће у биологији.
Бавећи се цитолошким и хистолошким изучавањима нерава и мишића, Шван је открио ћелије које у периферном нервном систему кичмењака око аксона образују мијелински омотач. Ове ћелије су по њему добиле назив Шванове ћелије и неопходне су за функционисање нервног система. Још један допринос развоју хистологије дао је у откривању ћелијског порекла глеђи, ноката и пера.
На пољу физиологије, Шван је открио и изучавао пепсин, ензим за варење протеина. Такође, дао је термин метаболизам, који је данас централни у биохемијским и физиолошким истраживањима, као и објашњење биолошке природе квасца.